# Верман, Леонид Ильич
Леонид Ильич Верман (15 ноября 1871, Феодосия, Таврическая губерния — 19 ноября 1919) — командир Екатеринбургского 37 пехотного полка, 35 Краснознаменной Сибирской стрелковой дивизии.

## Биография
Русский, происходил из обрусевших немцев Таврической губернии, вероисповедания православного, из мещан. Сирота, воспитывался в шестиклассном Феодосийском городском училище.
На военную службу поступил 10 сентября 1890 года в 52-й Виленский пехотный полк на правах вольноопределяющего, в 1892 году был командирован в Одесское пехотное юнкерское училище. Окончил Одесское пехотное юнкерское училище (по 1-му разряду). Офицером поступил в Кременчугский 32 пехотный полк (Польша, г. Цеханов).
- Подпоручик (старшинство с 1 сентября 1894 года)
- Поручик (старшинство 1 сентября 1898 года)
- Штабс-Капитан (старшинство 1 сентября 1902 года)
- Капитан (старшинство 1 сентября 1906 года).

В 1910 году переведён в Екатеринбургский 37-й пехотный полк, расквартированный в Нижнем Новгороде. В начале Первой мировой войны был командиром 10-й роты Екатеринбургского полка, который входил в состав первой бригады 10-й дивизии 5 армейского корпуса.
Подполковник (приказ 10 июня 1915 года со старшинством с 15 ноября 1914 года за отличия в делах).
Полковник (старшинство 14 декабря 1915 года). Отличился в боях у озера Нарочь при ликвидации Свенцянского прорыва в 1915 году, за что был награждён Георгиевским оружием.
Командир 37-го пехотного Екатеринобургского Святой Троицы полка (2 сентября — 15 декабря 1916 года).
В феврале-мае 1917 года — командир особой сводной бригады 5 армейского корпуса на Юго-Западном фронте.
В июне-октябре 1917 года состоял в резерве чинов Киевского военного округа.
В конце 1917 года демобилизовался, жил с семьей в Нижнем Новгороде.

## В годы Гражданской войны
В мае 1918 года мобилизован в РККА, С 1 июня 1918 года — военком Княгининского уезда Нижегородской губернии. Участвовал в боях на Восточном фронте.
Комбриг 2-й бригады 5-й стрелковой дивизии (26 января — 26 июня 1919 года).
Командир 35-й Краснознаменной Сибирской стрелковой дивизии (27 июня — 20 сентября 1919 года). Руководил дивизией во время Златоустовской, Челябинской, Тобольско-Петропавловской операций. Дивизия потерпела поражение в районе станицы Пресновской и была отброшена на рубеж реки Алабуга.
20 сентября 1919 года арестован по приказу командующего 5-й армией М. Н. Тухачевского «за нерадение к службу» и препровожден в Реввоентрибунал Восточного фронта. 11 октября 1919 года основные обвинения были сняты, и Верман был освобожден из-под стражи.
С 1 ноября 1919 года — помощник инспектора пехоты 5-й армии.
Умер от тифа 19 ноября 1919 года.

## Семья
- Жена: Долгополова Зинаида Николаевна (1878—1955), дочь священника.
- Дети:
  - Виталий (1901—1918)
  - Лариса (1904—1990)
  - Ксения (1907—1996)

## Награды
- Орден Святого Станислава 3-й ст. (1902)
- Орден Святой Анны 3-й ст. (1908)
- Орден Святого Станислава 2-й ст. (1911)
- Орден Святого Владимира 4-й ст. с мечами и бантом (Высочайший приказ 12.1914)
- Орден Святой Анны 2-й ст. с мечами (Высочайший приказ 12.1914)
- Мечи и бант к Ордену Святой Анны 3-й ст. (Высочайший приказ 03.06.1915)
- Орден Святой Анны 4-й ст. (Высочайший приказ 19.11.1915)
- Мечи к Ордену Святого Станислава 2-й ст. (10.06.1915)
- Георгиевское оружие (Высочайший приказ 03.11.1916): «За то, что, стоя в рядах названого полка в чине Подполковника, 18-го Сентября 1915 года в бою у д. Стаховцы под сильнейшим артиллерийским, пулеметным и ружейным огнем, находясь во главе батальона и наступая по крайне трудной для движения местности, ударом в штыки выбил немцев из двух линий окопов».
- Мечи и бант к Ордену Святого Станислава 3-й ст. (Высочайший приказ 21.01.1917)